# Carrabelle
Carrabelle ist eine Stadt im Franklin County im US-Bundesstaat Florida.  Das U.S. Census Bureau hat bei der Volkszählung 2020 eine Einwohnerzahl von 2.606 ermittelt.

## Geographie
Carabelle liegt rund 35 km nordöstlich von Apalachicola sowie etwa 80 km südlich von Tallahassee. Die Stadt ist nach dem Carrabelle River benannt, der hier in den Golf von Mexiko mündet.

## Geschichte
Der Ort wurde mit der Eröffnung der ersten Sägemühle im Jahr 1875 ein wichtiger Standort in der Holzverarbeitung und der Terpentin-Gewinnung. 1893 erfolgte die offizielle Stadtgründung von Carrabelle. Im selben Jahr wurde zwischen Tallahassee und Carrabelle durch die Carrabelle, Tallahassee and Georgia Railroad eine Bahnlinie eröffnet, die neben einem industriellen Aufschwung auch den Tourismus in die Region brachte. 1948 wurde die Bahnstrecke jedoch wieder stillgelegt. Zwischen den Weltkriegen entwickelte sich die Fischerei zu einem bedeutenden Industriezweig. Von 1941 bis 1946 befand sich in Carrabelle das Camp Gordon Johnston, in dem Armeeangehörige für den Einsatz im Zweiten Weltkrieg trainiert wurden.

## Demographische Daten
Laut der Volkszählung 2010 verteilten sich die damaligen 2778 Einwohner auf 988 Haushalte. Die Bevölkerungsdichte lag bei 286,4 Einw./km². 69,5 % der Bevölkerung bezeichneten sich als Weiße, 27,6 % als Afroamerikaner, 0,3 % als Indianer und 0,4 % als Asian Americans. 0,6 % gaben die Angehörigkeit zu einer anderen Ethnie und 1,5 % zu mehreren Ethnien an. 8,7 % der Bevölkerung bestand aus Hispanics oder Latinos.
Im Jahr 2010 lebten in 29,3 % aller Haushalte Kinder unter 18 Jahren sowie 34,8 % aller Haushalte Personen mit mindestens 65 Jahren. 64,1 % der Haushalte waren Familienhaushalte (bestehend aus verheirateten Paaren mit oder ohne Nachkommen bzw. einem Elternteil mit Nachkomme). Die durchschnittliche Größe eines Haushalts lag bei 2,34 Personen und die durchschnittliche Familiengröße bei 2,78 Personen.
11,9 % der Bevölkerung waren jünger als 20 Jahre, 46,3 % waren 20 bis 39 Jahre alt, 27,3 % waren 40 bis 59 Jahre alt und 14,4 % waren mindestens 60 Jahre alt. Das mittlere Alter betrug 36 Jahre. 75,5 % der Bevölkerung waren männlich und 24,5 % weiblich.
Das durchschnittliche Jahreseinkommen lag bei 23.512 $, dabei lebten 35,2 % der Bevölkerung unter der Armutsgrenze.
Im Jahr 2000 war Englisch die Muttersprache von 97,54 % der Bevölkerung, spanisch sprachen 1,61 % und 0,85 % sprachen deutsch.

## Sehenswürdigkeiten
Am 1. Dezember 1978 wurde das Crooked River Lighthouse in das National Register of Historic Places eingetragen.

## Verkehr
Carrebelle wird von den U.S. Highways 98 und 319 (SR 30) auf einer gemeinsamen Tasse durchquert. Der nächste Flughafen ist der Tallahassee International Airport (rund 80 km nördlich).

## Kriminalität
Die Kriminalitätsrate lag im Jahr 2010 mit 209 Punkten (US-Durchschnitt: 266 Punkte) im durchschnittlichen Bereich. Es gab sieben Körperverletzungen, 14 Einbrüche, acht Diebstähle und einen Autodiebstahl.